# Rasmus Engler
Rasmus Engler (* 24. Juli 1979) ist ein deutscher Musiker und Autor.

## Wirken
Engler ist seit 2000 in der Band Gary um Robert Stadlober und seit 2004 bei der Band Herrenmagazin als Schlagzeuger aktiv. Er ist Teil der im Jahr 2000 gegründeten Künstelrgruppe (sic) im Namen des Volkes (K.i.N.d.V.), die unter anderem 2008 Teil der Ausstellung West Side Story in der WCW Gallery war. Ein Projekt dieser Gruppe ist die Band Das Bierbeben, bei der Engler Gitarre spielt. Ein weiteres Projekt der K.i.N.d.V. ist die aus Engler und Jan Müller (Tocotronic) bestehende Band Dirty Dishes, die 2005 gegründet worden ist. Die erste Veröffentlichung war die Single Hurra...! Endlich Ferien! (2005). Es wurden seither mehrere Alben veröffentlicht: Tea is not our Cup of Coffee (2007), Mit uns nicht! (2009), Der Egel vom Tegel (Die kleine Rock Operette der Dirty Dishes) (2010), Von der raffinierten Kunst, jemanden in einen Tümpel zu stoßen (2013), Kabinett Papen (2018). Müller und Engler veröffentlichten im Juli 2022 den gemeinsamen Roman Vorglühen.
Weitere Bandprojekte von Engler sind und waren Stosstrupp Revival Duett mit Jan Müller sowie Zarkoff's Coming, Little Whirls und Ludger, letztere unter anderem zusammen mit Kevin Hamann.
2007 veröffentlichte er gemeinsam mit Jörn Morisse das Buch Wovon lebst du eigentlich?: Vom Überleben in prekären Zeiten, in dem 22 Künstler – darunter Regisseur Benjamin Quabeck, Schriftsteller Harry Rowohlt, Fotografin Sibylle Fendt oder Musiker Nagel – ihre Überlebensstrategien bei den geringen Verdiensten in der kreativen Szene schildern. Engler selbst verdiente sich mit Jobs in einem Hamburger Musikklub und als Versandhilfe eines Verlages Geld dazu. Er schreibt zudem als freier Autor für Intro, konkret und Zuender (bis 2009).
Im Herbst 2008 war Engler gemeinsam mit Olli Schulz auf einer Lesetour mit dem Titel Rock'n'Roll verzeiht Dir nichts. Engler trat dabei als Lektor von Schulz’ geplantem Buch auf. Bereits 2006 hatte er gemeinsam mit Schulz, Nagel (Muff Potter) und Dennis Becker (Tomte) ein paar wenige Auftritte in der Bibi McBenson-Band gespielt.